# مجمع الهانغل
مجمع الهانغول, (بالكورية 훈민정음학회) وبالإنكليزية (The Hunminjeongeum Society) هو مؤسسة كورية مسؤوليتها نشر الهانغول في العالم.